# Norwegische Leichtathletik-Meisterschaften 2019
Die Norwegischen Leichtathletik-Meisterschaften 2019 wurden vom 2. bis 4. August im Hamar idrettspark in Hamar ausgetragen.

## Medaillengewinner

### Männer
| Disziplin                                | Gold                                                                                    | Leistung     | Silber                                                                                            | Leistung     | Bronze                                                                          | Leistung     |
| ---------------------------------------- | --------------------------------------------------------------------------------------- | ------------ | ------------------------------------------------------------------------------------------------- | ------------ | ------------------------------------------------------------------------------- | ------------ |
| 100 m (Wind: +2,3 m/s)                   | Salum Ageze Kashafali                                                                   | 10,37 s      | Mathias Hove Johansen                                                                             | 10,39 s      | Jonathan Quarcoo                                                                | 10,48 s      |
| 200 m (Wind: −0,7 m/s)                   | Mathias Hove Johansen                                                                   | 21,27 s      | Filip Bøe                                                                                         | 21,49 s      | Andreas Haara Bakketun                                                          | 21,67 s      |
| 400 m                                    | Karsten Warholm                                                                         | 45,54 s      | Jørgen Kåshagen                                                                                   | 47,75 s      | Lars Gausemel Stølen                                                            | 49,41 s      |
| 800 m                                    | Filip Ingebrigtsen                                                                      | 1:48,45 min  | Markus Einan                                                                                      | 1:48,61 min  | Didrik Hexeberg Warlo                                                           | 1:49,59 min  |
| 1500 m                                   | Jakob Ingebrigtsen                                                                      | 3:36,33 min  | Ferdinand Kvan Edman                                                                              | 3:44,56 min  | Jacob Boutera                                                                   | 3:46,65 min  |
| 5000 m                                   | Henrik Ingebrigtsen                                                                     | 13:50,77 min | Per Svela                                                                                         | 13:55,28 min | Sondre Nordstad Moen                                                            | 13:57,88 min |
| 10.000 m                                 | Sondre Nordstad Moen                                                                    | 28:13,14 min | Narve Gilje Nordås                                                                                | 29:19,23 min | Bjørnar Sandnes Lillefosse                                                      | 29:44,98 min |
| 110 m Hürden (Wind: −0,8 m/s)            | Vladimir Vukicevic                                                                      | 13,99 s      | Sondre Guttormsen                                                                                 | 14,66 s      | Henrik Holmberg                                                                 | 14,76 s      |
| 400 m Hürden                             | Karsten Warholm                                                                         | 47,43 s      | Andreas Haara Bakketun                                                                            | 50,97 s      | Joachim Sandberg                                                                | 51,88 s      |
| 3000 m Hindernis                         | Abduljaleel Hir                                                                         | 8:53,52 min  | Abdalla Targan                                                                                    | 9:10,61 min  | Fredrik Sandvik                                                                 | 9:17,76 min  |
| 1000-m-Staffel (100 – 200 – 300 – 400 m) | Moelven ILMagnus Bentdal Ingvaldsen Carl Emil Kåshagen Mauritz Kåshagen Jørgen Kåshagen | 1:54,41 min  | Tyrving ILPatrick Monga Bifuko Kenneth Vik Gulbrandsen Lars Gausemel Stølen Markus Nikolai Berner | 1:54,72 min  | IL SkjalgSergejs Kononovs Simen Tjelta Larsen Mathias Hove Johansen Mike Lubson | 1:57,35 min  |
| 5000 m Bahngehen                         | Fredrik Vaeng Røtnes                                                                    | 22:39,96 min | Tobias Lømo                                                                                       | 23:58,89 min | Andreas Pedersen Døske                                                          | 24:24,28 min |
| Hochsprung                               | Sander Skotheim                                                                         | 2,08 m       | Vetle Raa Ellingsen                                                                               | 2,05 m       | Frederik Jahr                                                                   | 2,00 m       |
| Stabhochsprung                           | Sondre Guttormsen                                                                       | 5,50 m       | Pål Haugen Lillefosse                                                                             | 5,40 m       | Eirik Greibrokk Dolve                                                           | 5,00 m       |
| Weitsprung                               | Ingar Kiplesund                                                                         | 7,93 m       | Martin Roe                                                                                        | 7,51 m       | Amund Høie Sjursen                                                              | 7,32 m       |
| Dreisprung                               | Henrik Flåtnes                                                                          | 15,46 m      | Ingar Kiplesund                                                                                   | 15,41 m      | Viljar Gjerde                                                                   | 14,34 m      |
| Kugelstoßen                              | Marcus Thomsen                                                                          | 20,11 m      | Michał Rozporski                                                                                  | 18,24 m      | Sven Martin Skagestad                                                           | 17,86 m      |
| Diskuswurf                               | Ola Stunes Isene                                                                        | 63,17 m      | Sven Martin Skagestad                                                                             | 58,01 m      | Fabian Weinberg                                                                 | 52,33 m      |
| Hammerwurf                               | Eivind Henriksen                                                                        | 76,86 m      | Evald Osnes Devik                                                                                 | 65,63 m      | Jon Nerdal                                                                      | 64,09 m      |
| Speerwurf                                | Håkon Løvenskiold Kveseth                                                               | 71,35 m      | Kasper Sagen                                                                                      | 67,90 m      | Alexander Skorpen                                                               | 67,60 m      |

### Frauen
| Disziplin                                | Gold                                                                                        | Leistung     | Silber                                                                                   | Leistung     | Bronze                                                                                     | Leistung     |
| ---------------------------------------- | ------------------------------------------------------------------------------------------- | ------------ | ---------------------------------------------------------------------------------------- | ------------ | ------------------------------------------------------------------------------------------ | ------------ |
| 100 m (Wind: +1,6 m/s)                   | Ezinne Okparaebo                                                                            | 11,40 s      | Helene Rønningen                                                                         | 11,48 s      | Tonje Fjellet Kristiansen                                                                  | 11,75 s      |
| 200 m (Wind: −0,4 m/s)                   | Elisabeth Slettum                                                                           | 23,91 s      | Helene Rønningen                                                                         | 24,02 s      | Tonje Fjellet Kristiansen                                                                  | 24,38 s      |
| 400 m                                    | Amalie Iuel                                                                                 | 52,43 s      | Sara Dorthea Jensen                                                                      | 54,36 s      | Anne Skudal Dolvik                                                                         | 57,37 s      |
| 800 m                                    | Hedda Hynne                                                                                 | 2:02,30 min  | Mina Marie Anglero                                                                       | 2:07,28 min  | Amalie Sæten                                                                               | 2:08,22 min  |
| 1500 m                                   | Sigrid Jervell Våg                                                                          | 4:23,71 min  | Amalie Sæten                                                                             | 4:24,33 min  | Mina Marie Anglero                                                                         | 4:25,28 min  |
| 5000 m                                   | Maria Sagnes Wågan                                                                          | 16:42,99 min | Runa Skrove Falch                                                                        | 16:43,98 min | Pernilla Eugenie Epland                                                                    | 17:00,80 min |
| 10.000 m                                 | Therese Johaug                                                                              | 32:20,86 min | Maria Sagnes Wågan                                                                       | 34:47,35 min | Runa Skrove Falch                                                                          | 35:26,25 min |
| 100 m Hürden (Wind: +1,2 m/s)            | Isabelle Pedersen                                                                           | 13,16 s      | Ida Eikeng                                                                               | 13,52 s      | Martine Hjørnevik                                                                          | 13,68 s      |
| 400 m Hürden                             | Amalie Iuel                                                                                 | 56,08 s      | Elisabeth Slettum                                                                        | 58,84 s      | Nora Kollerød Wold                                                                         | 59,63 s      |
| 3000 m Hindernis                         | Karoline Bjerkeli Grøvdal                                                                   | 9:24,53 min  | Sara Aarsvoll Svarstad                                                                   | 11:01,54 min | Olea Villa Furre                                                                           | 11:19,10 min |
| 1000-m-Staffel (100 – 200 – 300 – 400 m) | IL SkjalgNathalie Johnsen Anna Bogunovic Jakobsen Elisabeth Slettum Marin Stray Gautadottir | 2:15,34 min  | Sandnes ILHanne Berit Irgens Agathe Holtan Wathne Astrid Mangen Ingebrigtsen Nora Haugen | 2:16,59 min  | Kristiansands IFMari Breilid Emma Natalie Hagen Dhir Tina Helen Bergem Sara Dorthea Jensen | 2:27,20 min  |
| 3000 m Bahngehen                         | Merete Helgheim                                                                             | 14:07,86 min | Siri Gamst Glittenberg                                                                   | 14:25,00 min | Maren Karlsen Bekkestad                                                                    | 14:39,73 min |
| Hochsprung                               | Tonje Angelsen                                                                              | 1,86 m       | Thea Leirfall Bremset                                                                    | 1,75 m       | Katarina Mögenburg                                                                         | 1,70 m       |
| Stabhochsprung                           | Lene Retzius                                                                                | 4,32 m       | Birgitte Kjuus                                                                           | 4,00 m       | Agnes Elisabeth Morud                                                                      | 3,70 m       |
| Weitsprung                               | Oda Utsi Onstad                                                                             | 6,34 m       | Mia Guldteig Lien                                                                        | 5,94 m       | Thale Leirfall Bremset                                                                     | 5,85 m       |
| Dreisprung                               | Oda Utsi Onstad                                                                             | 13,56 m      | Monika Benserud                                                                          | 12,88 m      | Chiamaka Okparaebo                                                                         | 12,80 m      |
| Kugelstoßen                              | Mona Ekroll Jaidi                                                                           | 13,68 m      | Camilla Leonardsen Rønning                                                               | 13,04 m      | Kristina Thunem                                                                            | 12,55 m      |
| Diskuswurf                               | Elisabeth Thon Rosvold                                                                      | 49,33 m      | Mona Ekroll Jaidi                                                                        | 48,89 m      | Vilde Indseth Holten                                                                       | 47,39 m      |
| Hammerwurf                               | Beatrice Nedberge Llano                                                                     | 64,38 m      | Helene Sofie Ingvaldsen                                                                  | 57,13 m      | Helle Henriksen Hvidsten                                                                   | 56,22 m      |
| Speerwurf                                | Ane Dahlen                                                                                  | 55,29 m      | Emilie Ingerø                                                                            | 53,43 m      | Kristina Kristianslund                                                                     | 50,15 m      |